# زيدان الناصر بن أحمد
زيدان الناصر بن أحمد السعدي الحسني أو مولاي زيدان هو تاسع سلاطين المغرب من أشراف السعديين حكم بين 1613 - 1628م، بعد أن خلف والده أحمد المنصور الذهبي. خلال حكمه قضى على ثورة ابن أبي محلي. كان زيدان فقيها مهتما بالعلوم.

## مسيرته
كانت أم زيدان امرأة حرَّة من قبيلة الشبانات العربية. وكان والد السلطان قد عينه واليا على بلاد تادلا. ورافق والده السلطان لفاس لإخماد تمرد محمد الشيخ المامون، وهو شقيق زيدان وولي العهد قبل تمرده. توفي والده السلطان أحمد المنصور الذهبي وهو بفاس، فاجتمع أهل الحل والعقد من أعيان فاس وكبار قادة جيش المنصور على بيعة ولده زيدان وقالوا إن المنصور استخلفه في حياته ومات في حجره، ومن أبرز هؤلاء الأعيان القاضيان قاضي الجماعة بفاس أبو القاسم بن أبي النعيم والقاضي أبو الحسن علي بن عمران السلاسي والأستاذ أبو عبد الله محمد الشاوي والشيخ النظار أبو عبد الله محمد بن قاسم القصار، ويحكى أن القاضي ابن أبي النعيم قام في الناس خطيبا وقال: 
 فبايعه الحاضرون يوم الاثنين 16 ربيع الأول 1012 هـ. ولما بلغ مراكش خبر وفاة السلطان وبيعة ابنه زيدان ثار أهلها ورأوا في تصرف الفاسيين واحتكارهم للأمر هو استخفاف بشأنهم فبايعوا أبا فارس ابن المنصور، كونه خليفة والده بحاضرة مراكش. تسرع علماء فاس وأفتوا بوجوب قتال المراكشيين عملا بحديث «إذا بويع لخليفتين فاقتلوا الآخر منهما».
وكان زيدان لما توفي والده كتم موته وبعث جماعة للقبض على أخيه الشيخ المأمون المسجون بمكناس فحاول منعهم من ذلك الباشا جودار كبير قادة الفرع الأندلسي في الجيش المغربي، وحمل الشيخ المأمون موثقا إلى مراكش حتى سلموه إلى أخيه أبي فارس، وفي كتاب شرح زهرة الشماريخ يذكر أن زيدان لما اشتغل بدفن والده احتال القائد ابن أبي محلي فذهب بنصف المحلة إلى مراكش نازعا عن زيدان إلى أبي فارس ومر في طريقه بمكناس فأخرج الشيخ من اعتقاله واحتمله معه إلى أبي فارس فسجنه فلم يزل مسجونا عنده.
التقى جيش زيدان بجيش مراكش، الذي قاده الشيخ المأمون بعد أن أطلق صراحه أخوه وكلفه بقيادة الجيش، على ضفة نهر أم الربيع، وسرعان ما انشق عدد كبير من جنود زيدان إلى المأمون، فانهزم زيدان لذلك ورجع إلى فاس فتحصن بها وكان أبو فارس قد أعطى أوامره لجيشه بالقبض على الشيخ المأمون متى وقعت الهزيمة على زيدان، فلما فر زيدان انعزل الشيخ فيمن انضم إليه من جيش أهل الغرب وامتنع على أصحاب أبي فارس فلم يقدروا منه على شيء واشتدت شوكته فسار إلى فاس يقفو أثر السلطان زيدان. ولما علم زيدان خبر مجيئه إليه حاول اقناع أهل فاس في الدفاع والذب عنه والوفاء بطاعته التي هي مقتضى بيعتهم، لكنهم امتنعوا عليه وأعلنوا ولائهم للشيخ المامون. فخرج زيدان وحاشيته من فاس ولحقه أصحاب الشيخ فلم يقدروا عليه، فتوجه إِلَى وجدة، لطلب المعونة من الأتراك بتلمسان. بعد أن دخل الشيخ المأمون للفاس أمر جيش أهل مراكش أن يرجعوا إلى بلادهم. وأرسل الشيخ ابنه عبد الله بن الشَّيْخ لمراكش في 20 شعبان 1015 هـ، فأباحها ونهبها.
عاد زيدان وشن عدة حملات على مراكش، فانتصر في الآخر، وانضم إلى زيدان جَيش عبد الله من أهل فاس، فاستفحل أَمر السُّلْطَان زَيْدَانَ وَتكلم بِهِ أهل فاس وَسَائِر بِلَاد الغرب، فشعر الشيخ المأمون بالخوف وتوجه إلى نَاحيَة العرائش فاحتل القصر الكبير ولحق به ابنه عبد الله مهزوما وانضم إليهما أبو فارس. فأرسل زيدان كبير قادة جيشه مصطفى باشا إلى ناحية القصر الكبير للقبض على الشَّيْخ ومن معه، ففر الشيخ سنة 1017 هـ / 1608م إلى العرائش ومنها إلى إسبانيا، طالبا النجدة من ملكها فيليب الثالث، وحمل معه أمه الخيزران وبطانته.
قوي أمر ابن أبي محلي واشتدت شوكته وجمع بين سجلماسة ودرعة وكان القائد يونس الأيسي قد هرب من زيدان لأمر نقمه عليه وقصد إلى أبي محلي فجاء معه يقوده ويطلعه على عورات زيدان ويهون عليه أمره وما زال به إلى أن أتى به إلى مراكش فبعث إليه زيدان جيشا كثيفا فهزمه أبو محلي وتقدم فدخل مراكش واستولى عليها وفر زيدان إلى ثغر آسفي وهم بركوب البحر إلى بر العدوة، وتعرض قراصنة إسبان لأحد سفن زيدان وهي تنقل أمتعته، وكانت تحتوي على الخزانة الزيدانية، وسرقوها. لم تدم دولة ابن أبي محلي طويلاً ففي أقل من ثلاث سنوات استطاع زيدان الناصر أن يسقطه عن عرشه وقتله في مراكش سنة 1613م.

### السياسة الخارجية
بدأت العلاقات الرسمية بين المغرب وهولندا لأول مرة في عهد المولى زيدان، وكان ذلك في لاهاي بتاريخ 24 ديسمبر 1610 م. ومن سفراء المولى زيدان إلى هولندا وفرنسا أحمد الجزولي قاضي تارودانت وسوس وناصر قرطة والقائد يوسف بيكاستر وأحمد بن قاسم الحجري. وكان ممثل المغرب في هولندا زمن المولى زيدان هو اليهودي المغربي صامويل آل بالاتش، المنحدر من آل بلاش وهي أسرة معروفة بالمغرب. وكتب بلاش إلى المولى زيدان باقتراحات حول هولندا.

### اهتمامه بالعلم

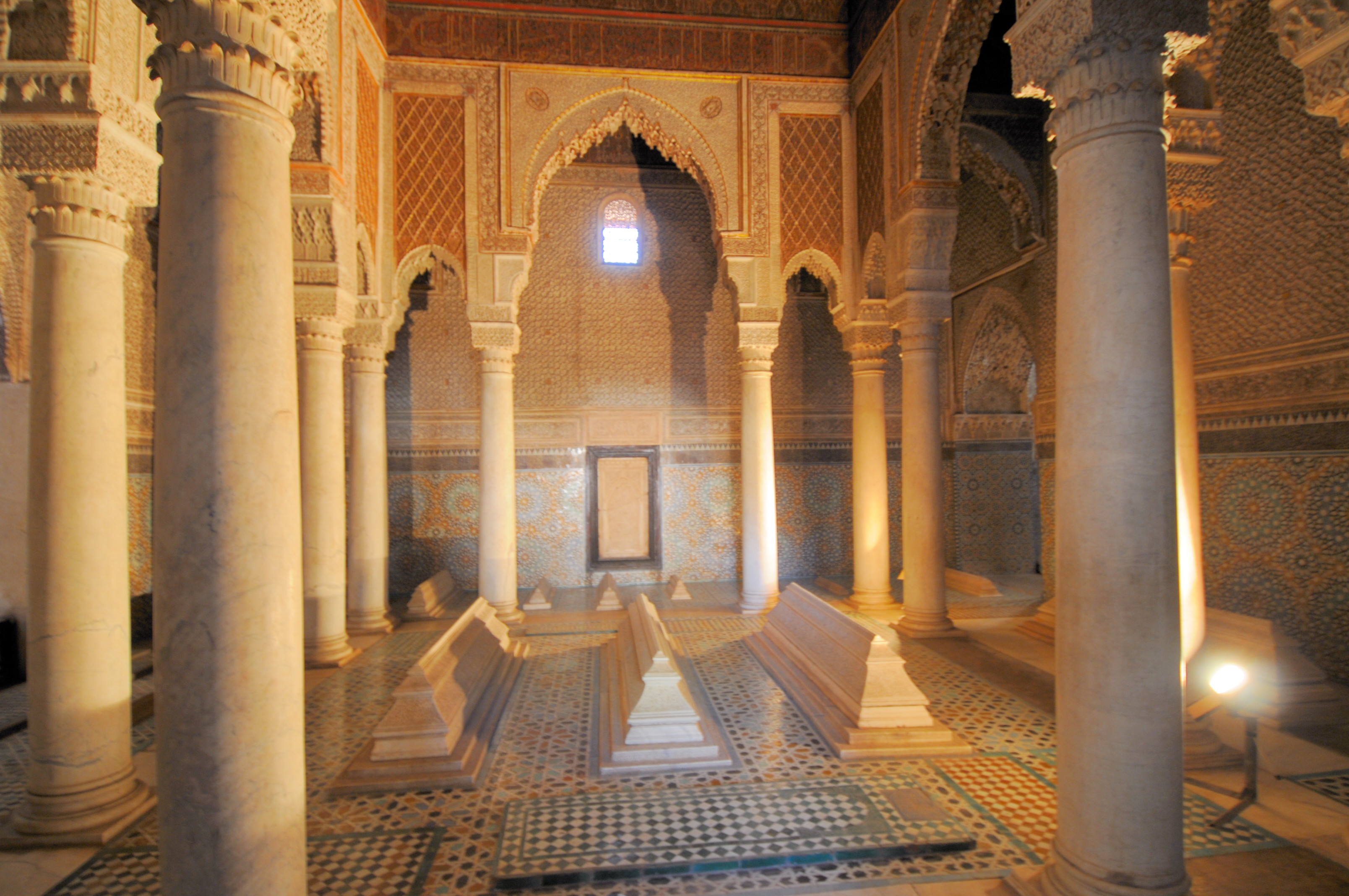
ضريح السلطان زيدان وقبره بجانب قبر والده الأوسط، في ضريح السعديين.

كان زيدان فقيها مشاركا في العلوم وله تفسير على القرآن اعتمد فيه على ابن عطية والزمخشري. وكان كثير الجدال، كالذي وقع له مع أحمد التادلي الصومعي عندما ألف هذا الأخير كتابه المعزى في مناقب الشيخ أبي يعزى، حيث اعترض زيدان، وهو في عنفوان شبابه، على الصومعي بأن العنوان الذي اختاره لكتابه ينطوي على خطأ لغوي، فلا يقال المُعزى بل المعزو، واحتدم النقاش بينهما، فضرب زيدان الصومعي على وجهه بالنعل فشكاه هذا الأخير إلى المنصور، فانتصر السلطان أحمد المنصور الذهبي لإبنه وحمل الصومعي مسؤولية الخطأ العلمي الذي ارتكبه، فقال له لو ضربك وهو المخطئ لعاقبته أما إذا كان الصواب معه فلا وكانت النتيجة نفي الصومعي إلى مراكش. ويذكر علي الجاوي أن العلماء على مر العصور اعتبروا الصومعي مخطأ من الناحية العلمية فيما ذهب إليه من تسمية كتابه بالمُعزى، إلى أن جاء العلامة عبد الله كنون في كتابه «خل وبقل» ليرجح أن الفقيه الصومعي لم يكن على خطأ، وهو لم يقصد المُعزى برفع الميم بل المَعزى بفتح الميم أي المصدر الميمي وهو على مَفعل بفتح الميم ومعناه العزو في مناقب أبي يعزى وهو أنسب من اسم المفعول.
رغب السلطان في مصاهرة الفقيه سيدي عبد الله الكوش بالزواج من ابنته العالمة والمتصوفة زهراء الكوش، لكنها رفضت، فتعرضت لمحنة الاعتقال والسجن، إلى أن تدخل مجموعة من الفقهاء والأعيان لإطلاق سراحها.
من بين أعلام بلاط زيدان الأندلسي أفوقاي، مترجم سلاطين مراكش وأحد سفرائها في أوروبا، وصاحب رحلة الشهاب إلى لقاء الأحباب. فقدَ زيدان مكتبته التي عرفت لاحقا بالخزانة الزيدانية أثناء خروجه من مراكش خلال ثورة ابن أبي محلي، حيث اعترض قراصنة إسبان لسفينة تحمل أغراض زيدان.
ومن ما ألف السلطان زيدان في الشعر:
وقال أيضا:

### وفاته
توفي في محرم 1037هـ ودفن بجانب قبر أبيه في ضريح السعديين. قرب جامع المنصور في قصبة مراكش، ونقش على رخامة قبره: